# Janisch Miklós
Janisch Miklós (Kéménd, 1922. március 5. – Budapest, 2002. október 29.) parazitológus, aki herpetológusként is közismert volt, mint Magyarország egyetlen hivatalos „állami mérgeskígyó szakértője”. Elsősorban a magyarországi viperákkal foglalkozott, és senki nem ismerte nála jobban a rákosi vipera (Vipera ursinii rakosiensis) egykori és jelenlegi lelőhelyeit. A Hanságban ő fedezte fel újra ezt a kígyót. Herpetológusként bejárta Kanadát és Tanzániát is.

## Életpályája
Kéménden (ma Szlovákiában található) született 1922. március 5-én. Komáromi bencés gimnáziumi tanulmányai után Budapesten volt orvostanhallgató. A IV. évfolyam befejezése után katonai szolgálatra hívták be, ahol orvosként dolgozott. A háború utáni lakosságcsere során szüleivel és nővérével Magyarországra települt át. Orvosi tanulmányainak befejezését nem engedélyezték. 1954-ben az Eötvös Loránd Tudományegyetemen szakzoológusi oklevelet szerzett. Ezt követően Kotlán Sándor professzor hívta meg az Állatorvostudományi Egyetem általános állattani és parazitológiai tanszékére, ahol akadémiai kutatói státusban dolgozott 1987. augusztus 31-éig, nyugdíjba vonulásáig, majd még egy évtizeden át oktatott tovább. A fegyvertan, a vadegészség- és vadgazdálkodástan, valamint az egzotikus hüllők betegségei című tantárgyak előadója (1974-1997).

## Ismeretterjesztő könyvei
- Janisch Miklós - Kőnig Frigyes 1987: Egzotikus hüllők - Búvár Zsebkönyvek (gyermek, ismeretterjesztő könyv). Móra Kiadó, Budapest 63 pp.
- Janisch Miklós - Breznay Lívia - Urai Erika 1976: Kígyók, békák - Búvár Zsebkönyvek (gyermek, ismeretterjesztő könyv). Móra Kiadó, Budapest 63 pp.
- Janisch Miklós – Csiby Mihály 1991: Mérges állatok - Móra Ferenc Ifjúsági Könyvkiadó, Budapest, ISBN 963-11-6663-5, 43 pp.

## Parazitológia tárgykörbe tartozó cikkei
- JANISCH, M. (1959): A hazai kullancsfauna feltérképezése. (Kartographische Aufnahme der Ungarischen Zeckenfauna.) – Állattani Közlemények, 47 (1–2): 103–110.
- JANISCH, M. (1961): Kullancsgazda madarak különféle betegségek közvetítői. [Tick-host birds in spreading various diseases.] – Aquila, 67–68: 191–194.
- JANISCH, M. (1973): Adatok a Bakony hegység kullancsfaunájához. [Data to the tick fauna of the Bakony Mountains.] – A Veszprém Megyei Múzeumok Közleményei, 12: 513–516.
- JANISCH, M. (1986): A Dermacentor pictus kullancsfaj, mint a Babesia canis vektora Magyarországon. (Dermacentor pictus tick species as the vector of Babesia canis in Hungary.) – Magyar Állatorvosok Lapja, 41 (6): 310–312.
- JANISCH, M. & SZABÓ, I. (1961) Adatok a Börzsöny hegység kullancsfaunájához. (Beiträge zur Zeckenfauna des Börzsöny – Gebirges.) – Vertebrata Hungarica, 3:147–156.

## További irodalom
- Fehér G. 2007: Janisch Miklós Bibliográfia
- Mészáros M. János 2007: AZ ÁLLATORVOSKÉPZÉS 1818-TÓL 2004-IG ELHUNYT TANÁRAINAK ÉS ELŐADÓINAK SÍRJAI. Budapest, Szent István Egyetem Állatorvos-tudományi Könyvtár  Archiválva 2015. február 12-i dátummal a Wayback Machine-ben
- Varga István: Nekrológ: Dr. Janisch Miklós (1922-2002). Magyar Állatorvosok Lapja, 2003. 125-127.